# Ганский, Вацлав
Вацлав Ганский (пол. Wacław Hański; 1782 — 1841) — шляхтич из рода Ганских герба Корчак, маршалок шляхты волынской, владелец усадьбы Верховня. Первый муж Эвелины Ганской, музы и жены французского писателя Бальзака.
Сын Яна Ганского, хорунжего киевского, и Софии Скорупко. В наследство получил крупное состояние (более 15 миллионов рублей золотом по состоянию на 1810 г.) и значительные земельные владения в Горностайполе, Пулинах, Верховне и др. (в целом более 25 000 десятин земли или 36 000 га), в управлении которыми достиг значительных успехов — считался успешным хозяином, хотя и суровым с крепостными.
Перенес родовой центр из Пулина в Верховню, где заложил английский парк и дворец. Основал село Вацлавполь около Пулин.
Получил хорошее образование (в том числе в Вене), занимался меценатством, увлекался сбором биографий знаменитых людей, был почитателем творчества Дж. Россини. Политическую карьеру начал уже после разделов Речи Посполитой, в 1801 г. стал депутатом шляхетской комиссии Киевской губернии. В 1808 г. стал предводителем дворянства Радомысльского уезда, a в 1811 г. предводитель дворянства Волынской губернии (эту должность занимал до 1814 г.). В 1814 г. инспектор народных училищ Житомирского уезда. Кавалер орденов св. Анны, св. Владимира и св. Иоанна Иерусалимского.
В 1819 г. женился на Эвелине Ржевусской. В этом браке родилась дочь Анна Ганская, которая впоследствии вышла замуж за Ежи Мнишека. Их брак оказался бездетным.
Член житомирской масонской ложи. В 1833—1835 гг. с семьей путешествовал по Европе, тогда же познакомился с Бальзаком, с которым до конца жизни переписывался на темы литературы и агрономии. Умер в ноябре 1841 г. Похоронен в семейном склепе-усыпальнице. 14 марта 1850 г. его вдова, Эвелина, обвенчалась с Бальзаком.